# Astragalus irinae
Astragalus irinae es una especie de planta del género Astragalus, de la familia de las leguminosas, orden Fabales.

## Distribución
Astragalus irinae se distribuye por Tayikistán.

## Taxonomía
Fue descrita científicamente por B. Fedtsch. Fue publicada en Bot. Mater. Gerb. Bot. Inst. Komarova Akad. Nauk S.S.S.R. 8: 167 (1940).